# Recriação de jogo eletrônico
Um remake de jogo eletrônico é um videojogo adaptado de um título anterior, geralmente com o objetivo de modernizá-lo com gráficos atualizados para hardware mais recente e jogabilidade voltada para o público contemporâneo. Normalmente, um remake de tal software mantém essencialmente o mesmo título, conceitos fundamentais de jogabilidade e elementos centrais da história do jogo original, embora alguns aspectos possam ter sido modificados para a nova versão.
Remakes são frequentemente desenvolvidos pelo criador original ou pelo detentor dos direitos autorais, e às vezes pela própria comunidade de fãs. Quando criados pela comunidade, os remakes de videojogos são ocasionalmente chamados de fangames e podem ser considerados parte do fenômeno de retro gaming.

## Definição
Um remake oferece uma nova interpretação de um trabalho mais antigo, caracterizado por recursos gráficos atualizados ou modificados.
The Legend of Zelda: Ocarina of Time 3D e The Legend of Zelda: Majora's Mask 3D para o Nintendo 3DS são considerados remakes de suas versões originais para o Nintendo 64, e não um remaster ou um port, pois apresentam novos modelos de personagens e texturas.The Legend of Zelda: Wind Waker HD para Wii U seria considerado um remaster, pois mantém a estética do original, apenas com melhorias visuais.

## História
Nos primórdios dos videojogos, os remakes eram geralmente considerados "conversões" e raramente associados à nostalgia. Devido ao hardware limitado e frequentemente divergente, os jogos lançados em várias plataformas precisavam ser completamente refeitos. Essas conversões frequentemente incluíam mudanças significativas nos gráficos e na jogabilidade, sendo distinguidas dos remakes modernos principalmente pela intenção.
Um dos primeiros exemplos de remake foi Gun Fight, uma versão reprogramada do arcade Western Gun da Taito pela Midway Games em 1975. A principal diferença foi o uso de um microprocessador na nova versão, permitindo gráficos melhorados e animações mais suaves em comparação ao uso de portas lógicas da versão original.
Outro exemplo notável é o remake de Resident Evil 2 lançado em 2019, que reimaginou completamente a jogabilidade do título original de 1998, trocando os controles "tank" e ângulos de câmera fixos por uma perspectiva em terceira pessoa semelhante à de Resident Evil 4. 

## Variações

### Remake feito por fãs
Jogos não suportados pelos detentores dos direitos frequentemente geram remakes criados por hobbyistas e comunidades de jogadores.
Um exemplo é OpenRA, um remake modernizado dos jogos clássicos de Command & Conquer. Outro exemplo notável é Skywind, um remake feito por fãs de The Elder Scrolls III: Morrowind (2002) rodando na engine de The Elder Scrolls V: Skyrim (2011), com aprovação da Bethesda Softworks.